# محی‌الدین انواری
محی‌الدین انواری (زاده ۱۳۰۵ خورشیدی در قم – درگذشته ۲۳ مهر ۱۳۹۱ در تهران) روحانی و فقیه شیعی، از فعالان سیاسی علیه حکومت پهلوی، از بنیانگذاران حزب موتلفه اسلامی، نماینده مجلس خبرگان قانون اساسی از هرمزگان و مجلس خبرگان رهبری از حوزه انتخابیه همدان بود. نمایندگی دوره اول و دوم مجلس شورای اسلامی از حوزه های انتخابیه رزن و فامنین و تهران، ری و شمیران  نیز در کارنامه وی به چشم می خورد.انواری در مناصبی دیگر چون حاکم شرع دادگاههای انقلاب اسلامی و ریاست مرکز رسیدگی به امور مساجد نیز فعالیت داشته است.انواری در مهر ۱۳۹۱ درگذشت.

## اوان زندگی
محی الدین انواری در سال ۱۳۰۵ خورشیدی در محله باغ پنبه شهر قم و در خانواده ای مذهبی به دنیا آمد. پدرش شیخ زین العابدین از روحانیون مهم قم و از شاگردان عبدالکریم حائری یزدی بود. انواری در سال ۱۳۱۰ و در پی مأموریت پدرش به شهر همدان که به منظور تبلیغ و نشر معارف اسلامی صورت گرفت، همراه با پدر و مادرش در همدان ساکن شد. وی ابتدا در مکتب‌خانه و پس از چندی در مدرسه شرافت به تحصیل مشغول شد و همزمان ادبیات عرب، منطق و کتاب معالم الأصول را نزد پدر فرا گرفت ولی به صورت رسمی فراگیری علوم اسلامی را از حوزه علمیه آخوندملاعلی همدانی آغاز کرد. سپس در سال ۱۳۲۲ راهی حوزه علمیه قم شد. وی پس از دو سال به تهران آمد و در مدرسه علمیه مروی واقع در شهر تهران مشغول به فراگیری علوم حوزوی شد. او مهم‌ترین سال‌های دوران تحصیلش را در تهران سپری کرد. او طی این مدت از محضر اساتید گوناگونی استفاده کرد و به درجه اجتهاد رسید. انواری همزمان با تحصیل به تدریس نیز مبادرت ورزید و شاگردان فراوانی را تربیت کرد. وی در سال ۱۳۲۷ با دختر شیخ عباس انصاری ازدواج کرد.

## فعالیت‌های سیاسی
انواری به عنوان یکی از اعضای جامعه روحانیت مبارز از سال‌های دهه ۱۳۴۰، در مبارزه با رژیم محمدرضا پهلوی فعالانه شرکت داشت. وی در جلسات دینی هفتگی، مردم را در جهت قیام علیه حکومت محمدرضا پهلوی تشویق می‌کرد. در مقطعی که لایحه انجمن‌های ایالتی و ولایتی در هیئت دولت وقت تصویب شد، وی امام جماعت مسجد «چهل‌تن» در بازار تهران بود. در آن هنگام او با سخنرانی در هیئت‌های مذهبی به مخالفت با این لایحه و تشریح مسائل مختلف سیاسی می‌پرداخت. او همچنین در شناساندن سید روح‌الله خمینی و ترویج نظریات او در بین مردم تهران فعالیت چشمگیری داشت. انواری همچنین حامل نامه روح‌الله خمینی به سید محسن حکیم بود. محسن حکیم، آن هنگام در شهر نجف حضور داشت. این نامه دربرگیرنده مطالبی در خصوص طرح انقلاب سفید بود. در این نامه از انقلاب سفید به عنوان مجموعه‌ای از توطئه‌های حکومت پهلوی یاد شده‌بود. در جریان تظاهرات ۱۵ خرداد ۱۳۴۲ و دستگیری روح‌الله خمینی، بسیاری از علمای حوزه‌های علمیه قم، مشهد و سایر شهرستان‌ها در اعتراض به اقدامات رژیم به تهران مهاجرت کرده و رسماً خواستار آزادی بی‌قید و شرط روح‌الله خمینی شدند. انواری نیز از جمله علمایی بود که آن هنگام در تهران سکونت داشت و دوشادوش علمای مهاجر در فعالیت‌های گوناگون آنان نظیر انتشار اعلامیه و … شرکت داشت. وی در کنار مرتضی مطهری و سید محمد بهشتی و احمد مولایی یکی از چهار نفر اعضای شورای روحانیت حزب مؤتلفه اسلامی بود که از طرف روح‌الله خمینی تعیین شد و در تشکیل شاخه نظامی حزب مؤتلفه نقش مؤثری ایفا کرد. پس از ترور حسنعلی منصور در ۱ بهمن ۱۳۴۳، انواری توسط مأمورین اطلاعات شهربانی دستگیر و روانه بازداشتگاه شد. دادگاه، انواری را به اتهام برهم زدن اساس حکومت، قتل نخست‌وزیر و … به پانزده سال حبس با اعمال شاقه محکوم کرد. پس از اعلام محکومیت انواری، محسن حکیم، میر اسدالله مدنی و محمدتقی فلسفی با ارسال نامه و تلگراف یا ملاقات حضوری با مسئولین وقت رژیم محمدرضا پهلوی، خواهان آزادی انواری شدند ولی تلاش‌هایشان بی‌نتیجه ماند. انواری بیشترین دوران محکومیت خود را در زندان قصر سپری نمود و در زندان نیز با تشکیل جلسات مختلف و کلاس درس به وظیفه و رسالت خود که روشنگری و نشر معارف دینی بود ادامه داد. ساواک وی را یکی از محرکین اصلی زندانیان سیاسی در زندان قلمداد می‌کرد. انواری از جمله کسانی بود که به ماهیت منافقانه اعضای سازمان مجاهدین خلق پی برد و پس از اعلام رسمی تغییر ایدئولوژی از سوی آنان به مخالفت با آنان پرداخت. انواری در اواسط بهمن ۱۳۵۵ به همراه جمعی از همرزمانش از زندان آزاد گردید و مجدداً مبارزه را پی گرفت و به عنوان عضو روحانیت مبارز در شکل‌گیری جریانات سال های ۱۳۵۶ و ۱۳۵۷ سهیم بود و در ارتباط با مسائل انقلابی به فرانسه، پاکستان و حجاز سفر کرد. هر چه به روزهای پایانی عمر رژیم پهلوی نزدیکتر می‌شد دامنه فعالیت های انواری نیز گسترده‌تر می‌شد و نام وی در ذیل غالب اعلامیه‌هایی که در آن روزها از سوی شخصیت ها و مجامع روحانی منتشر می‌گردید به چشم می‌خورد.

## پس از انقلاب
انواری در کمیته استقبال از سید روح‌الله خمینی مسئول نظارت بر انتظامات ۶۰ هزار نفری این کمیته بود و در اسفند ۱۳۵۷ جهت تنظیم امور اصناف از طرف سید روح‌الله خمینی در کمیته امور صنفی مسؤلیت یافت که خودش نام کمیته موقت نایب الامام خمینی را بر آن گذاشت. او تا سال ۱۳۵۸ در این سمت انجام وظیفه کرد و علاوه بر آن از سوی سید روح‌الله خمینی در ۲۳ اسفند ۱۳۵۷ به امامت جماعت مسجد جامع نارمک منصوب گردید.
انواری در سال ۱۳۵۸ به عنوان نماینده ولی فقیه و سرپرست حجاج ایرانی منصوب صد. او در سازماندهی مراسم حج حضور و تلاش چشمگیری داشت. همچنین نمایندگی ولی فقیه در ژاندارمری کل کشور طی حکمی در سال ۱۳۵۹ به وی داده شد.
گفتنی است در انتخابات دوره نخست مجلس شورای اسلامی انواری به نمایندگی از سوی مردم رزن و فامنین و در دوره دوم از حوزه انتخابیه تهران، ری و شمیرانات انتخاب شد و در کمیسیون شوراها و امور داخلی مجلس نقش بسزایی ایفا نمود.
وی در دوره اول و دوم مجلس خبرگان رهبری  نیز حضوری فعال داشت و با تأسیس مرکز رسیدگی به امور مساجد ریاست این مرکز با دستور سید علی خامنه‌ای به عهده وی گذارده شد.

## درگذشت
محی‌الدین انواری، روز یکشنبه ۲۳ مهرماه سال ۱۳۹۱ در سن ۸۶ سالگی دار فانی را وداع گفت.مراسم تشییع پیکر او سه شنبه ۲۵ مهرماه از مقابل دانشگاه امام صادق به سوی حرم عبدالعظیم حسنی برگزار شد و پیکرش در رواق امامزاده حمزه حرم عبدالعظیم حسنی به خاک سپرده شد.